# France Prešeren
France Prešeren  (phát âm [fɾanˈtsɛ pɾɛˈʃeːɾən] ⓘ, 2 hoặc 3 tháng 12 năm 1800  - 8 tháng 2 năm 1849) là một nhà thơ lãng mạn thế kỷ 19  người Slovenia có những bài thơ đã được dịch sang tiếng Anh, Pháp, Đức, Ý, Tây Ban Nha, Hungary, Slovak, Ba Lan, Nga, Ukraina, tiếng Bêlarus, tiếng Bengal, cũng như tất cả các ngôn ngữ của Nam Tư cũ, và vào năm 2013, một bộ sưu tập hoàn chỉnh "Poezije" (Thơ) của ông đã được dịch sang tiếng Pháp.
France Prešeren thường được công nhận là nhà thơ cổ điển vĩ đại nhất của người Slovene và đã truyền cảm hứng cho hầu như tất cả các nền văn học tiếng thổi sau này. Ông đã viết một số thơ sử thi chất lượng cao, ví dụ như bản ballad đầu tiên của người Slovenia và bản anh hùng ca đầu tiên. Sau khi chết, France Prešeren trở thành tên tuổi hàng đầu của kinh điển văn học tiếng Slovene.
France Prešeren gắn kết các mô típ của tình yêu không hạnh phúc của riêng mình với một quê hương không hạnh phúc, bị khuất phục. Đặc biệt là sau Chiến tranh thế giới thứ hai ở vùng đất của người Hồi giáo, một trong những mô típ của Prešeren, "vận may thù địch", đã được người Slovene chấp nhận như một huyền thoại quốc gia, và Prešeren đã được mô tả là phổ biến như không khí trong văn hóa của người Slovene.
Trong suốt cuộc đời của mình, Prešeren sống trong cuộc xung đột với cả cơ sở dân sự và tôn giáo, cũng như với giai cấp tư sản tỉnh Ljubljana. Ông trở thành nạn nhân của việc nghiện rượu nghiêm trọng và đã cố gắng tự sát ít nhất hai lần, đối mặt với sự ghẻ lạnh và thấy hầu hết những người bạn thân nhất của mình chết thảm thương. Thơ trữ tình của France Prešeren đề cập đến tình yêu đối với quê hương, nhân loại đau khổ, cũng như tình yêu không được thỏa mãn của ông đối với nàng thơ của mình, Julija Primic.
Mặc dù ông đã viết bằng tiếng Slovene, một số bài thơ cũng được viết bằng tiếng Đức. Khi sống ở Carniola, ban đầu, ông tự coi mình là người Carniolan, nhưng dần dần mang bản sắc tiếng Slovene rộng lớn hơn.